# Jung Chae-yeon
Dans ce nom coréen, le nom de famille, Jung, précède le nom personnel.
Jung Chae-yeon (coréen : 정채연, née le 1er décembre 1997), aussi connue sous le nom de Chaeyeon (coréen : 채연) est une chanteuse, actrice et modèle sud-coréenne. Elle est membre du girl group sud-coréen DIA et anciennement membre du groupe, I.O.I. Active également dans l'industrie audiovisuelle, elle est connue pour avoir joué l'un des rôles principaux dans My First First Love (2019) ainsi que dans The King's Affection (2021) et Riche sinon rien (2022).

## Biographie
Jung Chae-yeon est née le 1er décembre 1997 à Suncheon dans la province du Jeolla du Sud, située dans le sud-ouest de la Corée du Sud. Elle a une sœur nommée Jeong Si-yeon. Elle a fréquenté la School of Performing Arts de Séoul de 2013 à 2016 avec Ahn Eun-jin, ancienne membre de DIA. Le 4 février 2016, elle en sort diplômée.

## Carrière

### Avec DIA
Chaeyeon a débuté en tant que membre du groupe de la MBK Entertainment, DIA, avec lequel elle sortira leur premier album "Do It Amazing" et leur premier single "Somehow". Cependant, elle a temporairement été retirée du groupe pour joindre le programme Produce 101 (en), pour lequel elle avait auditionné et signé des contrats avant les débuts officiels de DIA,,. Elle s'est classée 7e lors de la finale de l'émission avec 215 338 votes, faisant par la même ses débuts avec le groupe de musique I.O.I début mai 2016,. Une semaine après la sortie de leur premier EP Chrysalis, MBK Entertainment confirme que Chae-yeon réintègre DIA en juin 2016. YMC Entertainment a révélé qu'elle serait également absente des promotions d'I.O.I.
Le second EP de DIA , Spell, sort le 13 septembre 2016, contenant le single intitulé "Mr. Potter". Son apparition dans Hit the Stage avec Ahn Eun-jin, membre de DIA, a été diffusée le 21 septembre 2016, et la première de la série de variétés Go Go with Mr. Paik a été diffusée le 23 septembre 2016, avec qui elle a joué aux côtés de Onew du groupe masculin Shinee. Combiné avec la tendance des groupes d'idols à se produire dans chacun des programmes musicaux quotidiens de la Corée du Sud, un journaliste pour le Daily Sport sa noté : "un téléspectateur pouvait voir le visage de Jung Chae-yeon pratiquement tous les jours".  Elle a été révélée comme une nouvelle égérie de la marque de bijoux Lamucha, en signant un contrat d'une durée d'une année à 200 millions de wons.

### Avec I.O.I et débuts de sa carrière d'actrice
Le 30 juin 2016, elle auditionne pour intégrer la distribution dans Drinking Solo de tvN, marquant ainsi ses débuts d'actrice.
Chaeyeon a rejoint I.O.I pour son deuxième cycle promotionnel en tant que groupe complet, sortant Miss Me ? le 17 octobre 2016, avec le premier single "Very Very Very".  La diffusion de Music Bank le 21 octobre 2016 a engendré un incident au cours duquel, en raison de conflits d'horaire, elle a joué deux fois dans l'émission, une fois avec le groupe DIA lors de leur dernière série d'apparitions télévisées avec "Mr. Potter", et de nouveau avec I.O.I alors qu'elles commençaient les promotions pour leur single "Very Very Very".
En décembre 2016, Chaeyeon a participé à la Web-série de science-fiction 109 Strange Things , avec Choi Tae-joon . Elle y joue le rôle d'une étudiante en philosophie, dont la famille accueille un robot du futur. Le drama est diffusé sur Naver TV Cast début 2017, avec six épisodes.
Elle a aussi débuté dans le mannequinat pour Jill Stuart en janvier 2017.

### Depuis 2017
En 2017, Jung Chae-yeon est apparue dans le drame fantastique romantique de SBS Reunited Worlds, incarnant Lee Yeon-hee jeune. Elle a ensuite joué dans un autre webdrame de science-fiction I Am, jouant le rôle d'un robot humanoïde. En décembre 2017, il a été annoncé que Chaeyeon avait rejoint le casting de l'émission de télé-réalité Law of the Jungle in Patagonia sur SBS,. En 2018, Jung a joué dans le drama de KBS, Marry Me Now, incarnant la jeune Jang Mi-hee. En février 2018, elle incarne son premier rôle dans un long métrage, Live Again, Love Again. Le même mois, elle est annoncée comme nouvelle MC au programme musical Inkigayo, de SBS.  Par la suite, elle a été choisi pour le drame musical de KBS To. Jenny, qui marque son premier rôle principal à la télévision,. En 2019, Jung Chae-yeon obtient le rôle principal dans le drame romantique pour jeunes de Netflix, My First First Love,. En 2022, elle décroche l'un des rôles principaux dans le drama Riche sinon rien, diffusé à l'été 2022 sur MBC et Disney +.  Durant le tournage de ce même k-drama, Jung Chae-yeon a chuté dans les escaliers, la rendant victime d'une fracture de la clavicule ainsi qu'une commotion cérébrale, entraînant un retard important dans la production de la série télévisée,. En septembre, elle a signé un contrat exclusif avec BH Entertainment. En décembre 2023, elle confirme qu'elle jouera dans le drama jeunesse Prefabricated Family, dont la diffusion est prévue pour 2024.

## Discographie

### Singles
| Titre de l'œuvre | Année          | Positions dans les charts | Ventes (Téléchargements digitaux) | Album               |
| Titre de l'œuvre | Année          | KOR                       | Ventes (Téléchargements digitaux) | Album               |
| Collaborations | Collaborations | Collaborations            | Collaborations                    | Collaborations      |
| --- | -------------- | ------------------------- | --------------------------------- | ------------------- |
| "Our Night is More Beautiful Than Your Day" avec Yoon Bo-mi, Kim Nam-joo, LE, Seo In-young, Lee Seok-hoon, ₩uNo, Yang Da-il, Brother Su, Chancellor, Kang Min-hee)                                                                              | 2016           | 89                        | - Rep. de Corée: 28,346           | Merry Summer        |
| "FLY DAY" avec Baek Ji-young, Sunmi, Davichi, Jueun (DIA), Jin Se-yeon, Eunhyuk, NRG, MoonBin (Astro), MJ (Astro), Ooon (HALO), Jaeyong (HALO), Heecheon (HALO), Heedo (B.I.G), Gunmin (B.I.G), Jong-up (B.A.P), Youngjae, The One, Kim Jo-han) | 2017           | —                         | NC                                | FLY DAY             |
| Apparitions |                |                           |                                   |                     |
| "Together" (avec Basick, Seunghee, Janey) | 2016           | —                         | NC                                | Eat Sleep Eat       |
| "Shadow" (avec Yezi) | 2016           | —                         | NC                                | Wanted OST Partie 3 |
| "I'll be your song" (avec Kim Sung-cheol) | 2018           | —                         | NC                                | To. Jenny           |
| "매우매우아름답고환상적인나라" (avec Jueun) | 2018           | —                         | NC                                | TalesRunner         |
| "—" désigne les titres qui n'ont pas été répertoriés et/ou publiés dans la région concernée. |                |                           |                                   |                     |

## Filmographie

### Séries télévisées
| Année | Titre                | Chaîne         | Rôle                  | Note(s)         | Ref    |
| ----- | -------------------- | -------------- | --------------------- | --------------- | ------ |
| 2016  | Drinking Solo        | tvN            | Elle-même             | Rôle secondaire | ,      |
| 2017  | 109 Strange Things   | Naver TV Cast  | Shin Ki-won           | --              | [ 35 ] |
| 2017  | Reunited Worlds      | SBS            | Jung Jung-won (jeune) | Rôle secondaire | [ 15 ] |
| 2017  | I Am                 | Naver V        | Un robot humanïde     | --              | [ 16 ] |
| 2018  | To. Jenny            | KBS            | Kwon Na-ra            | Rôle principal  | ,      |
| 2018  | Marry Me Now         | KBS2           | Lee Mi-yeon (jeune)   | Rôle secondaire | ,      |
| 2019  | My First First Love  | Netflix        | Han Song-i            | Rôle principal  | ,      |
| 2021  | The King's Affection | KBS            | Noh Ha-kyung          | Rôle secondaire | ,      |
| 2022  | Riche sinon rien     | MBC TV/Disney+ | Na Joo-hee            | Rôle principal  | [ 44 ] |

### Cinéma
| Année | Titre                  | Rôle     | Ref.   |
| ----- | ---------------------- | -------- | ------ |
| 2018  | Live Again, Love Again | Yoon-hee | [ 20 ] |

### Télé-réalité
| Année | Titre     | Chaîne     | Rôle      | Note(s)              |
| ----- | --------- | ---------- | --------- | -------------------- |
| 2015  | DIA Daily | Afreeca TV | Elle-même | Saison 1 et Saison 2 |

### Émissions de variétés
| Année | Titre                          | Chaîne     | Rôle      | Note(s)     |
| ----- | ------------------------------ | ---------- | --------- | ----------- |
| 2015  | Show Me The Money              | Mnet       | Elle-même |             |
| 2015  | 100 People, 100 Song           | JTBC       | Elle-même |             |
| 2015  | After School Club              | Arirang TV | Elle-même | [ 45 ]      |
| 2015  | Hidden Singer                  | JTBC       | Elle-même |             |
| 2015  | Two Yoo Project Sugar Man      | JTBC       | Elle-même | [ 46 ]      |
| 2015  | Escape Crisis No.1             | KBS2       | Elle-même |             |
| 2015  | Sweet Temptation               | Naver      | Sorcière  | Web drama   |
| 2016  | Produce 101                    | Mnet       | Elle-même | MC spéciale |
| 2016  | Two Yoo Project Sugar Man      | JTBC       | Elle-même | MC spéciale |
| 2016  | Gag Concert                    | KBS2       | Elle-même | MC spéciale |
| 2016  | Happy Together                 | KBS2       | Elle-même | MC spéciale |
| 2016  | M Countdown                    | Mnet       | Elle-même | MC spéciale |
| 2018  | Law of the Jungle in Patagonia | SBS        | Elle-même |             |
| 2018  | Inkigayo                       | SBS        | Elle-même |             |

## Récompenses et nominations
Pour les récompenses obtenues lors de sa carrière musicale, se référer aux articles dédiés : 
- I.O.I
- DIA

| Année | Cérémonie                | Catégorie                                    | Travail nommé                                   | Résultat   | Réf.   |
| ----- | ------------------------ | -------------------------------------------- | ----------------------------------------------- | ---------- | ------ |
| 2017  | 3e Fashionista Awards    | Étoile montante                              | /                                               | Nomination | [ 47 ] |
| 2017  | 2e Asia Artist Awards    | Best Rookie Award — Télévision               | Reunited Worlds                                 | Lauréat    | [ 48 ] |
| 2017  | Korea First Brand Awards | Female Acting Idol                           | /                                               | Lauréat    | [ 49 ] |
| 2017  | 25e SBS Drama Awards     | Best New Actress                             | Reunited Worlds                                 | Nomination |        |
| 2018  | 31e Grimae Awards        | Rookie Actor Award                           | To. Jenny                                       | Lauréat    | [ 50 ] |
| 2018  | KBS Entertainment Awards | Hot Issue Entertainer                        | To. Jenny                                       | Lauréat    | ,      |
| 2021  | KBS Drama Awards         | Best New Actress                             | The King's Affection                            | Nomination | [ 53 ] |
| 2022  | MBC Drama Awards         | Excellence Award, actrice dans une Miniserie | Riche sinon rien                                | Nomination | [ 54 ] |
| 2022  | MBC Drama Awards         | Best Couple Award                            | Chaeyeon et Yook Sung-jae dans Riche sinon rien | Nomination | [ 55 ] |